# Condado de Lacambra
El Condado de Lacambra es un título nobiliario español creado el 21 de noviembre de 1927 por el rey Alfonso XIII a favor de Francisco de Paula Lacambra y Lacambra, destacado industrial metalúrgico. La creación de este título nobiliario fue un reconocimiento al historial de la industria metalúrgica liderada por cinco generaciones de la familia Lacambra desde 1808 y una recompensa a la importante aportación de la empresa a lo largo de las décadas sucesivas para el progreso de la economía nacional.
El Condado de Lacambra simboliza las virtudes asociadas al trabajo bien hecho, como son el esfuerzo, el espíritu de sacrificio, la seriedad, la exigencia y el afán de superación. El I conde de Lacambra fue condecorado en 1926 con la Medalla de Plata por una conducta ejemplar en el desempeño de su trabajo e  Industrias Lacambra fue condecorada a título colectivo con la Medalla de Oro en 1927, desarrollándose en el transcurso de los años hasta la fecha y perdurando como muestra de la pujanza industrial española.

## Condes de Lacambra
|                           | Titular                                | Periodo                   |
| Creación por Alfonso XIII | Creación por Alfonso XIII              | Creación por Alfonso XIII |
| ------------------------- | -------------------------------------- | ------------------------- |
| I                         | Francisco de Paula Lacambra y Lacambra | 1927-1934                 |
| II                        | Francisco José Lacambra y Estany       | 1950-1983                 |
| III                       | José Francisco Monturus de Lacambra    | 1986-2009                 |
| IV                        | Ricardo Monturus y de Carandini        | 2011-actual titular       |

## Historia de los Condes de Lacambra
- Francisco de Paula Lacambra y Lacambra (Barcelona 1886 - Barcelona 1933), I conde de Lacambra.

1. Casó con María Teresa Estany y Ximena. Le sucedió su hijo:

- Francisco José Lacambra y Estany (Barcelona 1920 - Barcelona 1983), II conde de Lacambra. Sin descendientes. Le sucedió su sobrino:

- José Francisco Monturus de Lacambra (Barcelona 1953 - Barcelona 2009), III conde de Lacambra.

1. Casó con María Luz de Carandini y de Robert. Le sucedió su hijo:

- Ricardo Monturus y de Carandini (Barcelona 1984), IV conde de Lacambra.

1. Casó con Sherri Christine Malek.